# سان فينسينزو (توسكانا)
سان فينسينزو هي بلدة (بلدية) في مقاطعة ليفورنو في منطقة توسكانا الايطالية، تقع حوالي 100 كيلومتر (62 ميل) جنوب غربي فلورنسا و 50 كيلومتر(31ميل) جنوب شرقي ليفورنو.

## شخصيات
ولد والتر ماتزاري المدرب السابق لنادي واتفورد الانجليزي لكرة القدم في سان فينشينزو عام 1916

## البلدات المشابهة
- جوانابو، كوبا
- بفاركيرشن، المانيا
- سان ماكسيمين لا سانت بوم، فرنسا

## روابط خارجية
- الموقع الرسمي
- اتحاد رياضة تنس الشاطئ